# Масиас, Хосе Хуан
Хосе́ Хуа́н Маси́ас Гусма́н (исп. José Juan Macías Guzmán; родился 22 сентября 1999 года в Гвадалахара, Мексика) — мексиканский футболист, нападающий клуба «Гвадалахара» и сборной Мексики.

## Клубная карьера
Масиас — воспитанник клуба «Гвадалахара» из своего родного города. Хосе дебютировал за основной состав 17 июля 2017 года в поединке трофея «Чемпион чемпионов» против УАНЛ Тигрес. 23 июля в поединке против «Толуки» он дебютировал в мексиканской Примере. 29 октября в поединке против «Тихуаны» Хосе сделал «дубль», забив свои первые голы за «Гвадалахару». В 2018 году Масиас стал победителем Лиги чемпионов КОНКАКАФ, забив два гола матчах против гаитянского «Сибао».
В начале 2019 года Масиас был арендован «Леоном». 21 января в матче против «Тихуаны» он дебютировал за новый клуб. 27 января в поединке против «Керетаро» Хосе сделал «дубль», забив свои первый голы за «Леон». В начале 2020 года Масиас вернулся в «Гвадалахару».

## Международная карьера
В 2018 году в составе молодёжной сборной Мексики Масиас принял участие в Молодёжном кубке КОНКАКАФ. На турнире он сыграл в матчах против Никарагуа, Сан-Мартин, Ямайка, Гренада, Арубы, Панамы, Сальвадора и США. На турнире Хосе забил 10 мячей и стал его лучшим бомбардиром.
В том же году Масиас принял участие в молодёжном чемпионате мира в Польше. На турнире но сыграл в матчах против команд Японии, Италии и Эквадора.
3 октября 2019 года в товарищеском матче против сборной Тринидада и Тобаго Масиас дебютировал за сборную Мексики. В этом же поединке Хосе забил свой первый гол за национальную команду.

## Достижения
Клубные
 «Гвадлахара»
- Победитель Лиги чемпионов КОНКАКАФ — 2018

Индивидуальные
- Лучший бомбардир молодёжного Кубка КОНКАКАФ (10 мячей) — 2018